# Парижлє
Парижлє (словен. Parižlje) — поселення в общині Брасловче, Савинський регіон, Словенія. 
Висота над рівнем моря: 290,3 м.